# Christopher Daniels
Pour les articles homonymes, voir Daniels.
Daniel Christopher Covell, mieux connu sous le nom de ring de Christopher Daniels ou plus simplement Daniels, est un catcheur américain travaillant actuellement à la All Elite Wrestling. 

## Carrière

### Débuts (1993-2001)
Christopher Daniels commença sa carrière de lutteur dans la fédération indépendante Windy City Pro Wrestling (WCPW) de Chicago dans les années 1990. Il devient champion poids-léger de cette fédération le 22 mai 1993 après sa victoire face à Trevor Blanchard et perd ce titre le 6 novembre face à Danny Dominion,. Il a travaillé ensuite à Porto Rico au sein du World Wrestling Council ou avec Kevin Quinn il a remporté le 23 mai 1995 le titre par équipe de cette fédération et l'a perdu le 26 novembre 1995,. Il retourne ensuite aux États-Unis où le 1er mai 1997 il remporte le championnat des poids-moyens de la WCPW après sa victoire face à Bret Sanders et il perd ce titre le 18 mai face à Brandon Bishop,. Il va ensuite en Californie à l’Empire Wrestling Federation où il remporte le championnat poids-lourds le 28 septembre et il conserve son titre jusqu'au 8 novembre. À partir de janvier 1998 et jusqu'au début des années 2000, il apparaît à plusieurs reprises à la World Wrestling Federation. De plus, il tenta de s'emparer du titre WWF Light Heavyweight Championship de Taka Michinoku en tant que Fallen Angel (l'Ange Déchu) qui se solda par un échec à WWF Shotgun Saturday Night. Il a aussi catché pour les fédérations extrêmes XPW et ECW. Daniels lutta fréquemment au Japon en tant que Curry Man, son alter-ego masqué inspiré de Curry Cook, un personnage du manga Muscleman.

### World Championship Wrestling (2001)
Le 23 janvier 2001, il apparaît à Monday Nitro et affronte Michael Modest. Durant ce match, il tente un Springboard Moonsault mais il  chute lourdement sur la tête et a failli se briser la nuque. Malgré cet incident, il continue le match mais a été arrêté un peu plus tard par l'intervention de Scott Steiner. Après le match, ils signent tous les deux un contrat de 90 jours par la World Championship Wrestling, mais le rachat de la fédération par la World Wrestling Federation a eu pour conséquence l'annulation du contrat.

### Ring of Honor (2002-2007)

#### The Prophecy et ROH World Tag Team Champion (2002-2004)
Il fait ses débuts à la ROH lors du premier show de cette fédération le 23 février 2002 à The Era of Honor Begins en perdant face à Bryan Danielson et Low-Ki dans un Three Way match remporté par ce dernier. Le 24 avril, lors de Night of Appreciation, il perd face à Donovan Morgan. À la suite de ce match, Daniels forme The Prophecy. Le 27 juillet, il perd contre Spanky, Doug Williams et Low-Ki dans un Fatal Four Way 60 minute Iron Man match pour devenir le premier ROH Champion, match remporté par Low-Ki.
Il devient le premier champion par équipe de la fédération lors de Unscripted le 21 septembre 2002 avec Donovan Morgan en battant Bryan Danielson et Michael Modest après avoir aidé Xavier à remporter le ROH Championship et à l'intégrer dans son clan. Ils conservent leurs titres le 9 novembre en faisant équipe avec Samoa Joe, qui fait ses débuts à la ROH, en battant Doug Williams, Low-Ki et Homicide. Il perd son titre en faisant équipe avec Xavier le 15 mars 2003 contre A.J. Styles & The Amazing Red. Lord de Glory by Honor II le 20 septembre, il affronte Samoa Joe pour le titre mondial mais ne parvient pas à le battre.
Il tente ensuite de récupérer les ceintures par équipes avec Dann Maff, un de ses équipiers de son clan le 29 novembre contre les Briscoe Brothers mais sans succès. La dernière apparition de Daniels fut le 10 janvier 2004 où The Prophecy perdent contre The Second City Saints (CM Punk, Colt Cabana & Ace Steel).

#### Retour à la ROH et champion par équipe (2005-2007)
Il fait son retour le 18 juin 2005, lors de Death Before Dishonor III, en défiant le champion de la ROH CM Punk, que ce dernier refuse. Le 8 juillet, il dispute son premier match depuis son retour en battant Colt Cabana. Le 12 août, à Redemption, il perd contre James Gibson, CM Punk et Samoa Joe pour devenir ROH Champion, match gagné par James Gibson. Huit jours plus tard, il affronte Samoa Joe pour le ROH Pure Championship mais perd contre ce dernier. Le 24 septembre, il participe au Survival of the Fittest 2005 et bat James Gibson au tour qualificatif mais perd en finale dans un Six-Way Elimination match au profit de Roderick Strong. Le 19 novembre, il obtient un match de championnat pour le ROH World Championship mais perd contre le champion Bryan Danielson. Il entame ensuite début 2006 une rivalité contre Samoa Joe qui prend fin le 1er avril avec la victoire de Samoa Joe dans un Four Corners Survival qui impliquait également A.J. Styles et Jimmy Yang. Il obtient à nouveau une opportunité pour le ROH Pure Championship le 28 avril mais perd contre le champion en titre Nigel McGuinness.
Il entame ensuite une série de matchs contre Matt Sydal. Cette rivalité aboutit à la formation d'une équipe qui parvient à récupérer les ceintures par équipes de la ROH le 25 novembre 2006 en battant The Kings of Wrestling (Chris Hero & Claudio Castagnoli). Le 22 décembre, ils conservent leurs titres face à Shingo et CIMA. Ils conservent leurs titres le 16 février 2007 contre Austin Aries et Roderick Strong mais perdent leurs titres huit jours plus tard lors de Fifth Year Festival : Chicago au profit des Briscoe Brothers (Jay Briscoe & Mark Briscoe). Son dernier match à la ROH se déroule le 28 avril 2007 et affronte Eric Stevens qui se finit en match nul.

### Total Nonstop Action Wrestling (2002-2010)

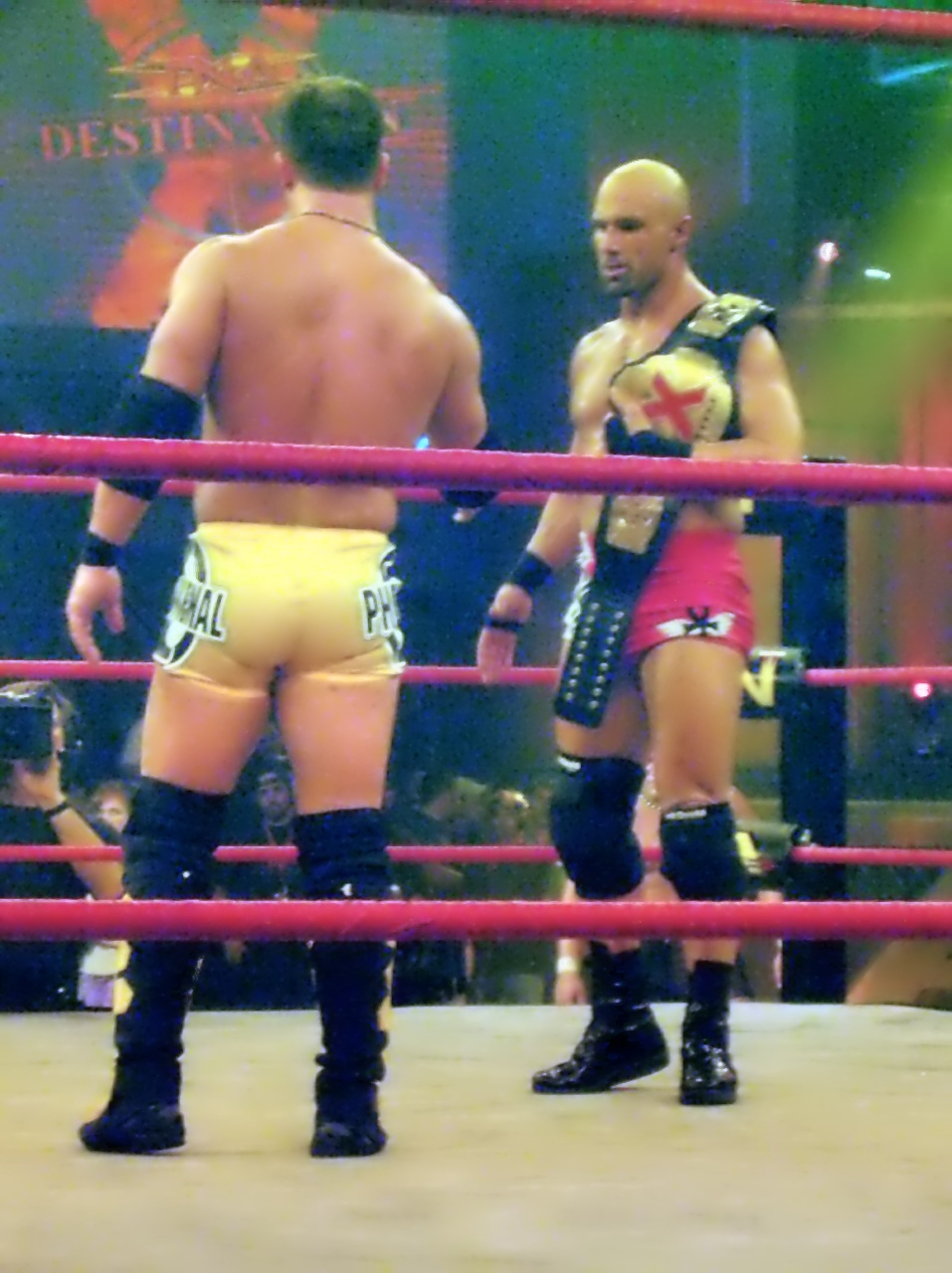
Daniels sur le ring en face de A.J. Styles avec le TNA X Division Championship en 2006.

Daniels rejoint la Total Nonstop Action Wrestling (TNA) le 10 juillet 2002 où il perd un match à six à élimination pour désigner le challenger pour le championnat de la division X face à Jerry Lynn, Kid Romeo, Tony Mamaluke, Elix Skipper et Low Ki où après avoir éliminé Skipper il est le dernier éliminé par Low Ki. Il forma le Tag Team Triple X (XXX) avec Low Ki et Elix Skipper. Cette équipe gagna rapidement le titre de la NWA World Tag Team Championship. Mais le groupe dut se séparer lors du transfert de Low-Ki vers le Japon, où celui-ci lutte encore actuellement, et car les deux autres membres perdirent un match décisif en cage au profit de l'équipe America's Most Wanted, composé de Chris Harris et James Storm. Ensuite, Daniels eut une rapide feud avec Jeff Jarrett d'août à septembre 2003. Après cela, Christophers Daniels s'engagea dans la X Division jusqu'à ce qu'il reforme XXX avec Skipper en juillet 2004. Mais ils furent forcés de se séparer une nouvelle fois après avoir perdu contre la même équipe qui causa leur précédente séparation : America's Most Wanted. Cette défaite eut lieu le 5 décembre à TNA Turning Point 2004 dans l'un des plus célèbres Six Sides of Steel, le ring était en effet entouré d'une cage de métal, durant lequel Skipper fit le Catwalk Rana. Lors d'Impact en décembre 2007, il remporte un match face à Senshi où l'une des 4 valises du Feast Or Fired 2007 était en jeu, manque de chance, la valise contenait une rupture de contrat et Daniels fut "renvoyé".

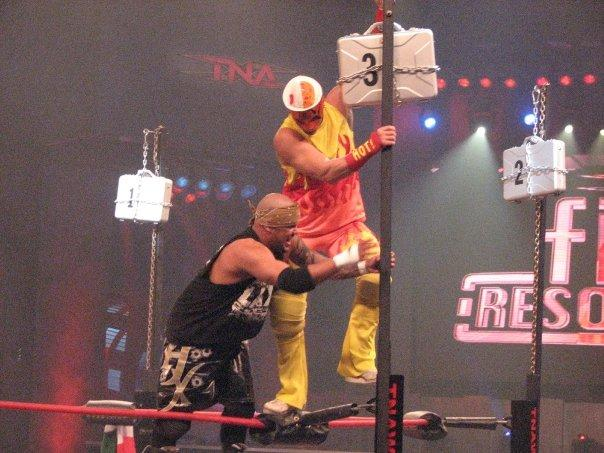
Curry Man lors du match Feast or Fired à TNA Final Resolution en 2008.

Trois mois plus tard, Daniels revient à Impact sous le masque de Curry Man, il se met en équipe avec Shark Boy et ont une rivalité avec la Team 3D. Il tente à quelques occasions d'obtenir le X-Division Championship mais en vain. Il forme ensuite les Prince Justice Brotherhood avec Super Eric et Shark Boy. À Final Resolution, il est l'un des quatre vainqueurs du match Feast or Fired mais il récupère pour la 2e fois de suite la mauvaise valise et se fait « renvoyer » une nouvelle fois. Début 2009, il revient sous le masque de Suicide le temps de remplacer Frankie Kazarian, blessé. Il revient ensuite le 16 avril sous sa gimmick de Chris Daniels en tant que face et s'en prend verbalement au Main Event Mafia. Il fait partie de la Team Jarrett avec qui il gagne le Lethal Lockdown 2009 contre le Main Event Mafia.
À Sacrifice 2009, il affronte Suicide pour le titre X Division mais ne gagne pas le titre. Il affronte et bat Shane Douglas a Slammiversary 2009. Puis il affronte Samoa Joe pour le titre X Division a No Surrender 2009 mais perd le match. Il participe aussi sans succès au Ultimate X a Bound For Glory 2009 à la suite d'un gros bumps où il chute avec Suicide. Il devient challenger au titre TNA World Title pour Turning Point 2009 ou il affrontera Samoa Joe et AJ Styles mais perd le combat au profit de Styles dans un grand match de plus de 30 minutes. Il effectue un heel turn en s'attaquant a AJ Styles mais l échoue dans sa tentative du titre mondial à Final Résolution.
Le 14 janvier, il attaque Sean Morley et le défie pour le pay-per-view Genesis. Le 17 janvier lors du PPV Genesis, il perd son match face à Sean Morley. Le 28 janvier, il perd face à Hernandez dans un match de qualification pour le tournoi qui définira l'aspirant au titre poids lourd numéro 1. Le 8 mars 2010, il perd face à Doug Williams dans un tripple threat match ou le titre de la X Division était en jeu. Le 21 mars 2010, lors du PPV Destination X, il perd un match face à Kazarian pour définir l'apirant numéro 1 au titre de la X Division.

### Retour à Ring of Honor (2010-2011)

#### Retour à la ROH (2010)
Il fait un retour surprise le 3 avril 2010 lors de The Big Bang! en défiant Davey Richards. Le 7 mai, il bat Kevin Steen et avance au rang 2 au Pick 6 Challenge. Le lendemain, lors de Supercard of Honor V, il bat Eddie Edwards. Le 21 mai, il fait équipe avec Roderick Strong et perdent contre The American Wolves. Le 19 juin, à Death Before Dishonor VIII, il conserve son deuxième rang au Pick 6 Challenge en battant Kenny Omega. Le 11 septembre, lors de Glory By Honor IX, il bat Austin Aries. Lors du Gauntlet Match du 1er octobre, il rentre 3e et élimine Jay Briscoe, puis Rhett Titus, avant de se faire éliminer par Davey Richards.
Il entame ensuite une rivalité contre Roderick Strong. Lors du Survival of the Fittest 2010, il gagne avec The Briscoe Brothers contre Roderick Strong et The House of Truth. Lors du show du 13 novembre, il perd contre Roderick Strong pour le ROH World Championship.

#### ROH World Television Champion (2010-2011)
Lors du show du 17 janvier, il bat Chris Hero et devient challenger au titre de la télévision de la ROH. Le lendemain, il bat Eddie Edwards et remporte le ROH World Television Championship. Lors de Final Battle 2010, il perd contre Homicide. Il réussit sa première défense de titre le 15 janvier en gagnant contre Claudio Castagnoli. Il conserve son titre dans un 2 out of 3 Falls match pour la revanche contre Edwards lors de 9th Anniversary Show, le match s'étant terminé en match nul (1 tombé partout). Le 19 mars, à Manhattan Mayhem IV, il perd contre Davey Richards, le partenaire d'Edwards, dans un Pure Wrestling match. Le 1er avril, à Honor Takes Center Stage, il obtient un match de championnat pour le ROH World Championship, détenu par Edwards, qui se termine par la victoire du champion en titre. Le lendemain, il bat Michael Elgin. Lors de Supercard of Honor VI, il perd contre Colt Cabana. Le 26 juin, à Best in the World 2011, il est défait par El Generico et perd son titre. À la suite de cette défaite, il décide de quitter la ROH.

### Retour à la Total Nonstop Action Wrestling (2011-2014)

#### Rivalité avec Rob Van Dam (2011-2012)
Christopher Daniels a fait son retour a l'Impact! Zone le jeudi 31 mars 2011 lors de Impact et a sauvé Fortune, Sting et Rob Van Dam des Immortal. À Impact! du 7 avril, il perd face à Bully Ray dans un Lumberjack Match à cause de Hulk Hogan qui a assommé Daniels et Ray en a profité. Fortune a admis Christopher Daniels dans le clan Fortune.
Lors de Lockdown (2011), lui et les autres membres de Fortune remporte le Lethal Lockdown match contre Immortal (à noter qu'AJ Styles a fait son retour après s'être fait passer à travers une table par Bully Ray il y a un mois), ce qui a aidé Fortune à gagner en étant à 5 vs 4. Pendant le match, Daniels a effectué un saut du haut de la cage sur Matt Hardy et Abyss. Le 28 avril, il perd contre Gunner est ne remporte pas le titre TV de la TNA. Lors de l'édition de Impact Wrestling du 7 juillet, il perd face à Rob Van Dam, AJ Styles et Jerry Lynn dans un 4 Corners Match gagné par Rob Van Dam. Lors de Destination X, il perd contre AJ Styles. Lors d'Impact Wrestling à Huntsville Alabama du 1er septembre 2011, il bat A.J. Styles il effectue un heel turn en attaquant ce dernier. Lors de Bound For Glory, il perd contre A.J. Styles dans un I Quit Match. Lors de Turning Point, il perd contre Rob Van Dam dans un No DQ Rules Match. Lors de Final Resolution, il perd contre Rob Van Dam.

#### Bad Influence (2012-2013)

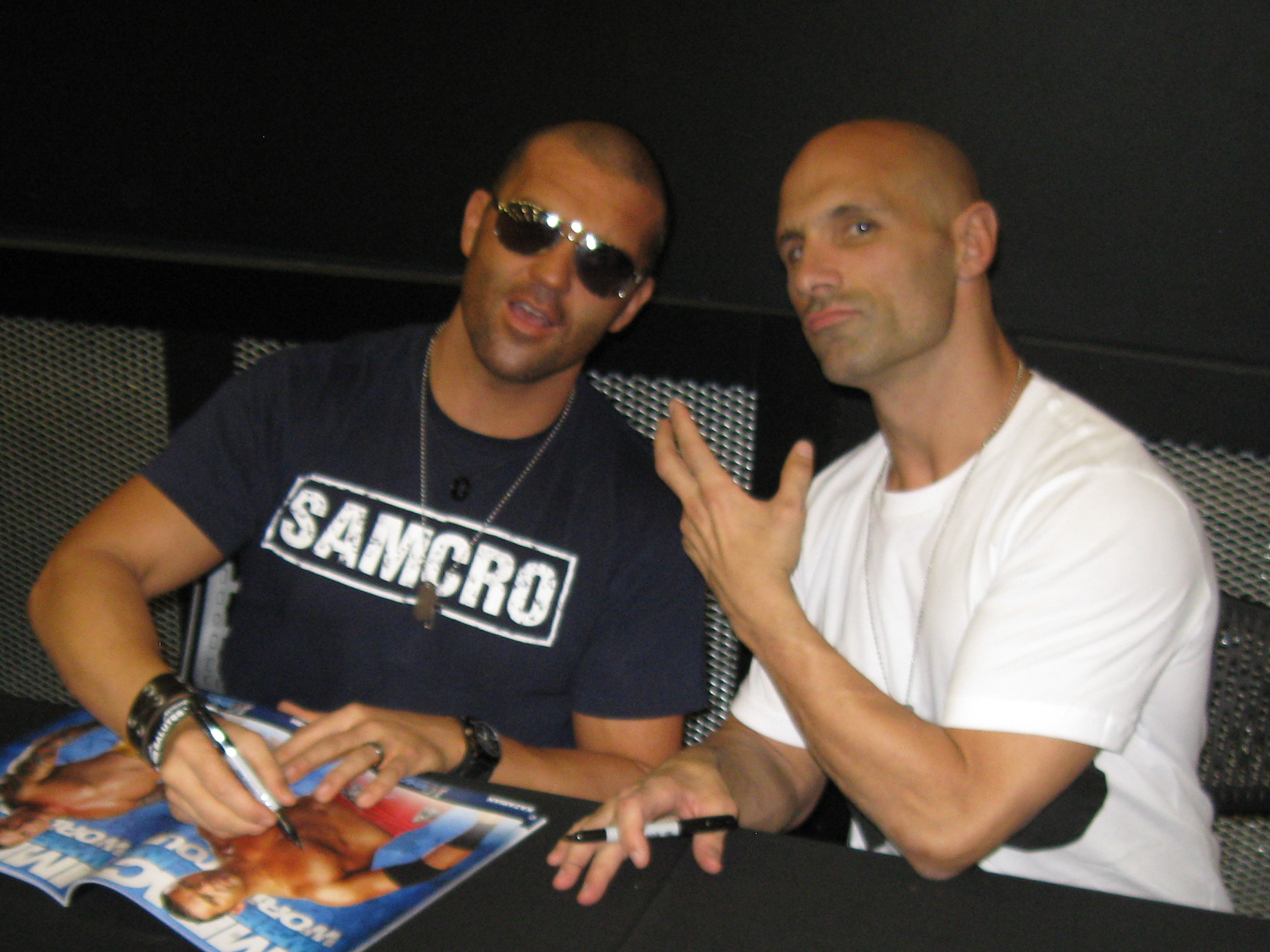
Bad Influence en tant que TNA World Tag Team Champions en 2012.

Lors de Impact Wrestling du 28 janvier, il gagne contre A.J. Styles. Lors de Impact Wrestling du 1er mars, il gagne avec Kazarian contre A.J. Styles. Lors de Impact Wrestling du 15 mars, il perd contre Mr. Anderson. Lors de Victory Road, Kazarian et lui perdent contre AJ Styles et Mr. Anderson. Lors de l'Impact du 22 mars, Kazarian et lui perdent contre James Storm. Lors de Lockdown, Bully Ray, Eric Bischoff, Gunner, Kazarian et lui perdent contre A.J. Styles, Austin Aries, Garett Bischoff, Mr. Anderson et Rob Van Dam dans un Lethal Lockdown Match. Lors de Sacrifice 2012, ils gagnent avec Kazarian contre Samoa Joe et Magnus et deviennent les nouveaux TNA World Tag Team Champions. Lors de Slammiversary, ils perdent leur titres contre A.J. Styles et Kurt Angle. Lors de l'Impact Wrestling du 28 juin, Kazarian et lui battent Kurt Angle et A.J. Styles et remportent les TNA World Tag Team Championship pour la deuxième fois. Lors de Destination X 2012, il perd contre A.J. Styles dans un Last Man Stading Match. Lors de l'Impact Wrestling du 10 aout, Kazarian et lui battent Devon et Garett Bischoff et conservent leurs titres. Lors de Hardcore Justice, il perd contre A.J. Styles dans un Ladder Match qui comprenait aussi Samoa Joe et Kurt Angle. Lors de l'Impact Wrestling du 7 septembre, Kazarian et lui battent Chavo Guerrero et Hernandez et conserve leurs titres. Lors de No Surrender, Kazarian et lui battent A.J. Styles et Kurt Angle et conservent leurs titres. Lors de Bound for Glory (2012), ils perdent leur titres contre Hernandez et Chavo Guerrero dans un match qui comprenait également Kurt Angle et A.J. Styles. Lors de Turning Point, ils perdent contre Hernandez et Chavo Guerrero et ne remportent pas les TNA Tag Team Championship. Lors de Final Resolution, il bat A.J. Styles. Lors de Genesis 2013, il bat James Storm et devient challenger no 1 au TNA World Heavyweight Championship. Lors de l'IMPACT Wrestling du 24 janvier, il perd contre Jeff Hardy et ne remporte pas le TNA World Heavyweight Championship. Lors de Lockdown 2013, Kazarian et lui perdent contre Austin Aries et Bobby Roode dans un match qui comprenait également Hernandez et Chavo Guerrero et ne remportent pas les TNA World Tag Team Championship. Lors de One Night Only: Joker's Wild 2013, Samoa Joe et lui battent Chavo Guerrero et Rob Van Dam lors du premier tour du Joker's Wild Tournament. Le même soir, Lors de la finale, il perd contre James Storm dans un Gauntlet Battle Royal.

#### Rivalité avec Joseph Park et Départ (2013-2014)
À Bound for Glory, Bad Influence ont été défaits par Eric Young et Joseph Park dans un Gauntlet Match. Après avoir été éliminé, les deux ont attaqué Joseph Park et fait l'ont saigner. La même nuit, Abyss est apparu et a attaqué Bad Influence. Au cours des semaines suivantes, Bad Influence raillé sur la famille Park et tenté de révéler sa véritable identité. Le 5 novembre 2013, Bad Infleunce a révélé que la buffete de Joseph Park a été fermé il y a 13 ans. Il fait son retour le 28 novembre en Curry Man en perdant contre Ethan Carter III. Le 12 décembre, Bad Influence furent défaits par Park et Eric Young. Le 26 décembre, il perd contre Park dans un Monster's Ball match.
Le 23 avril 2014, Daniels annonce son départ de la TNA.

### Second retour à la Ring of Honor (2014-2018)

#### The Addiction (2014-2015)
Lors de War of the Worlds (2014), une vidéo promotionnelle montre que Daniels ferait son retour à la ROH le 22 juin lors de Best in the World (2014) et qu'il ne serait pas seul.[réf. nécessaire] Il est également annoncé dans trois shows de la ROH durant l'été 2014. Le 22 juin, à Best in the World (2014), il fait équipe avec Frankie Kazarian et perdent contre les reDRagon et ne remportent pas les ROH World Tag Team Championship. Le 18 juillet, lui et Kazarian battent Adam Cole et Jay Lethal. Le lendemain, ils obtiennent une nouvelle opportunité pour les titres par équipe en battant Briscoe Brothers, War Machine et Tommaso Ciampa & Rocky Romero et deviennent challengers pour les titres par équipes mais perdent à nouveau contre les ReDRagon le 15 août lors de Field of Honor (2014). Ils décident ensuite de se nommer The Addiction. Le 7 décembre, lors de Final Battle (2014), ils perdent avec Cedric Alexander contre les Young Bucks et ACH. Le 1er mars, lors de 13th Anniversary Show, ils perdent contre Karl Anderson et The Kingdom (Michael Bennett et Matt Taven) dans un Triple Threat Tag Team match.

#### Knights of the Rising Dawn et ROH World Tag Team Champion (2015-2017)
Depuis le mois de février, de mystérieux catcheurs masqués interviennent durant les matchs et diffusent des spots publicitaires et se font appeler The Knights of the Rising Dawn. Le 4 avril, il remporte avec Kazarian les titres par équipe de la ROH après avoir révélé qu'ils incarnaient cette mystérieuse équipe, en compagnie de Chris Sabin. Ils conservent une nouvelle fois leurs ceintures contre les reDRagon le 19 juin lors de Best in the World (2015) dans un No Disqualification match. Ils perdent leurs ceintures le 18 septembre, à All Star Extravaganza VII au profit de The Kingdom, match qui comprenait également The Young Bucks.
Au cours de l'automne 2015, un mystérieux catcheur utilise le masque de KRD pour se faire passer pour Chris Sabin et interfère dans les matchs de The Addiction. Il s'avère que celui-ci est Alex Shelley, l'ancien partenaire de Sabin. Le 18 décembre, lors de Final Battle 2015, ils perdent contre ACH, Matt Sydal et Alex Shelley. Le 9 mai 2016, lors de War of the Worlds 2016, ils battent War Machine (Hanson et Raymond Rowe) et remportent les titres par équipe de la ROH pour la deuxième fois. Lors de Best in the World (2016), ils conservent leur titres contre The Motor City Machine Guns (Alex Shelley et Chris Sabin). Lors de Death Before Dishonor XIV, ils conservent leur titres contre Hiroshi Tanahashi et Michael Elgin et Los Ingobernables de Japón (Evil et Tetsuya Naitō) dans un Triple Threat Tag Team match.

#### ROH World Champion (2017)
Lors de ROH 15th Anniversary Show, il bat Adam Cole et remporte le ROH World Championship. Lors de Supercard of Honor XI, il conserve le titre contre Dalton Castle. Lors de la deuxième nuit de la tournée War of the Worlds, il conserve le titre contre Matt Taven. Lors de Best in the World 2017, il perd le titre contre Cody.
Le 16 août 2018 lors de ROH Re-United Day-1, il perd contre Jimmy Havoc. Le 19 août, lors de ROH Honor Re-United Day 3, il bat Mark Briscoe par disqualification.
Le 11 novembre, lors du quatrième jour de ROH/NJPW Global Wars, Daniels perd contre Matt Taven.

### All Elite Wrestling (2019-...)
Le 1er septembre 2018 lors du show ALL IN, il bat Stephen Amell après un Best Moonsault Ever.
Le 3 janvier 2019, Frankie Kazarian, Scorpio Sky et lui signent officiellement avec la All Elite Wrestling. 
Le 25 mai lors du premier show inaugural de la fédération : Double or Nothing, ils battent Strong Hearts (CIMA, El Lindaman et T-Hawk) dans un 6-Man Tag Team Match. Le 29 juin à Fyter Fest, ils perdent un Triple Threat Tag Team Match face aux Best Friends, qui inclut également Private Party, ne leur permettant pas d'entrer plus tard dans le tournoi déterminant les premiers champions du monde par équipe de la AEW.
Le 19 octobre, il se blesse et cède sa place à Scorpio Sky dans l'équipe.
Le 29 février lors du pré-show à Revolution, il fait son retour aux côtés de ses deux partenaires, mais assiste à leur défaite face à Evil Uno et Stu Grayson.
Le 12 mai 2021 à Dynamite, Frankie Kazarian et lui ne remportent pas les titres mondiaux par équipe de la AEW, battus par les Young Bucks. À la suite de cette défaite, l'équipe se sépare. Le 28 mai, Scorpio Sky décide de quitter le groupe pour se lancer dans une carrière en solo.
Le 3 mars 2022 à Dynamite, il effectue son retour en solo, mais perd face à Bryan Danielson par soumission. Après le combat, son adversaire le tabasse, jusqu'à l'intervention de Jon Moxley.

### Second retour à Impact Wrestling (2021-...)
Le 23 septembre 2021, il fait son retour à Impact Wrestling après 7 ans en aidant Christian Cage et Josh Alexander qui se faisait attaquer par Ace Austin et Madman Fulton.

## Palmarès
- All Pro Wrestling
  - 1 fois APW Worldwide Internet Champion
  - 1 fois Natural Heavyweight Champion
  - King of the Indies (2000)
  - Ballpark Brawl

- Dramatic Dream Team
  - 1 fois Ironman Heavymetalweight Championship avec Kazarian[77]

- East Coast Wrestling Association
  - 2 fois ECWA Heavyweight Champion
  - Super 8 Tournament (2000, 2004)
  - ECWA Hall of Fame (2001)

- Empire Wrestling Federation
  - 1 fois EWF Heavyweight Champion

- Frontier Wrestling Alliance
  - 1 fois FWA British Heavyweight Champion

- Michinoku Pro Wrestling
  - 1 fois British Commonwealth Junior Heavyweight Champion
  - Futaritabi Tag Team League (2002) avec Super Rice Boy

- Midwest Championship Wrestling
  - 1 fois MCW Tag Team Champion avec Reign

- New Japan Pro Wrestling
  - 1 fois IWGP Junior Heavyweight Tag Team Champion avec American Dragon

- NWA Florida
  - 1 fois NWA Florida Heavyweight Champion

- NWA Midwest
  - 1 fois NWA Midwest Tag Team Champion avec Kevin Quinn

- New Age Wrestling Federation
  - 1 fois CT Cup avec John Brooks

- Premier Wrestling Federation
  - 1 fois PWF United States Champion

- Pro-Pain Pro Wrestling
  - 1 fois 3PW Heavyweight Champion

- Pro Wrestling Report
  - Équipe de l'année (2006) avec A.J. Styles

- Pro Wrestling Zero1-Max
  - 1 fois Zero1-Max United States Openweight Champion

- Ring of Honor
  - 1 fois ROH World Championship[78]
  - 1 fois ROH World Television Championship
  - 4 fois ROH World Tag Team Championship avec Donovan Morgan (1), Matt Sydal (1) et Kazarian (2)
  - 1 fois ROH World Six-Man Tag Team Championship avec Frankie Kazarian et Scorpio Sky
  - 4e ROH Triple Crown Champion
  - 1er ROH Grand Slam Champion

- Total Nonstop Action Wrestling
  - 3 fois TNA X Division Championship
  - 2 fois TNA World Tag Team Championship avec Kazarian
  - 6 fois NWA World Tag Team Champion avec Low Ki et Elix Skipper comme Triple X (3), James Storm (1) et A.J. Styles (2)
  - World X Cup (2004) avec Jerry Lynn, Chris Sabin et Elix Skipper
  - Feast or Fired (2007 – Pink Slip)
  - Feast or Fired (2008 – Pink Slip)
  - World Cup of Wrestling (2013) avec James Storm, Kazarian, Kenny King et Mickie James

- Ultimate Pro Wrestling
  - UPW Heavyweight Championship (2 fois)

- Windy City Pro Wrestling
  - 1 fois WCPW League Champion
  - 1 fois WCPW Lightweight Champion
  - 1 fois WCPW Middleweight Champion
  - 2 fois WCPW Tag Team Champion avec Kevin Quinn (1) et Mike Anthony (1)

- World Power Wrestling
  - 1 fois WPW Heavyweight Champion

- World Wrestling Council
  - 1 fois WWC World Tag Team Champion avec Kevin Quinn

## Récompenses des magazines
- Pro Wrestling Illustrated
  - Équipe de l'année 2006 avec A.J. Styles[79]

| Année | 1999 | 2000 | 2001 | 2002 | 2003 | 2004 | 2005 | 2006 | 2007 | 2008 | 2009 | 2010 | 2011 | 2012 | 2013 | 2014 | 2015 | 2016 | 2017 | 2018 | 2019 | 2020 | 2021 à 2022 | 2023 |
| ----- | ---- | ---- | ---- | ---- | ---- | ---- | ---- | ---- | ---- | ---- | ---- | ---- | ---- | ---- | ---- | ---- | ---- | ---- | ---- | ---- | ---- | ---- | ----------- | ---- |
| Rang  | 114  | 76   | 65   | 57   | 20   | 25   | 17   | 15   | 30   | 95   | 58   | 47   | 26   | 48   | 45   | 81   | 64   | 86   | 17   | 96   | 105  | 112  | Non classé  | 214  |

- Wrestling Observer Newsletter awards
  - 5 Star Match (2005) vs. Samoa Joe et A.J. Styles à TNA Unbreakable
  - Worst Worked Match of the Year (2006) TNA Reverse Battle Royal on TNA Impact!
  - Match de l'année (2006) avec A.J. Styles vs. Homicide et Hernandez à No Surrender, 24 septembre 2006
  - Équipe de l'année (2006) avec A.J. Styles